# Lucius Cornelius Scipio Asiaticus
Lucius Cornelius Scipio Asiaticus, cunoscut ca Scipio Asiaticus (sec. III î.Hr. - după 183 î.Hr.), a fost un general roman și om de stat, fiul lui Publius Cornelius Scipio și fratele mai mare a lui Publius Cornelius Scipio Africanus. A fost ales consul în 190 î.Hr., și a condus, alături de fratele său, forțele romane în bătălia de la Magnesia, obținând o victorie decisivă.
Deși cariera sa este eclipsată de aceea a fratelui său mai mic, viața sa este demnă de remarcat din multe privințe.

## Începutul carierei
Lucius și fratele său au devenit aedili la o vârstă foarte fragedă; Scipio a devenit curule aedile în 214 sau 213 î.Hr., dar conducerea ca aedil a lui Lucius este nedatată.
Asiaticus servit în armată sub comanda fratelui său în Spania, în 208 î.Hr. cucerind singur un oraș. În aproximativ  206 î.Hr. el a fost trimis la Senat cu veștile victoriilor din războiul din Spania. În 193 î.Hr. a fost ales praetor al Siciliei, ca în 190 î.Hr. să fie ales consul.

## Consul și proconsul
Senatul nu a avut încredere în calitățile sale, și doar mulțumită fratelui său, care s-a oferit să-l însoțească în calitate de legat, Asiaticus a obținut provincia Grecia și conducerea războiului împotriva lui Antiohie cel Mare.
Cel ce a pierdut a fost co-consulul Gaius Laelius, care nu provenea dintr-o familie înstărită și dorea să se îmbogățească în est.
În calitate de comandant a forțelor trimise împotriva lui Antiohie, acesta a refuzat pacea cu Liga Etoliană negociată de fratele său, doar din dorința de a dovedi că are o personalitate puternică. A fost conducătorul suprem al legiunilor romane în bătălia de la Magnesia, unde a obținut o victorie strălucită. La întoarcerea la Roma, triumful său a fost sărbătorit de Senat și a solicitat titlul de Asiaticus pentru a aminti supunerea vestului Asiei Mici.
Potrivit unor comentatori biblici, Asiaticus este "comandantul" menționată în Daniel 11:18, unde se spune că un comandant va pune capăt insolenței lui.